# Saison 2010-2011 du Lech Poznań
 (août 2011).
Maillots
La saison 2010-2011 du Lech Poznań, qui débute officiellement le mardi 13 juillet 2010 par un match de Ligue des champions et se termine le samedi 29 mai 2011 par la trentième et dernière journée de championnat, est la neuvième saison consécutive du club dans l'élite du football polonais. Présidé par Andrzej Kadziński, le Lech Poznań voit son équipe première entraînée par Jacek Zieliński, puis par José María Bakero à partir du 3 novembre 2010.
Champion en titre, dix-sept ans après son dernier sacre en première division et après avoir lutté jusqu'au bout avec le Wisła Cracovie, le club dispute sa cinquième campagne de Ligue des champions, la dernière datant de la saison 1993-1994. Poznań avait alors échoué juste avant la phase de poules, battu lourdement sept buts à deux au cumulé par le Spartak Moscou.
Cette fois-ci, le Lech est éjecté par le Sparta Prague dès le troisième tour de qualification, battu un à zéro à chaque manche. Reversé en Ligue Europa, le club polonais réussit une belle campagne, battant Manchester City et tenant tête par deux fois à la Juventus en phase de poules, et se qualifiant pour les seizièmes de finale. Égalant ainsi son meilleur résultat dans la compétition, le Lech Poznań est finalement sorti par le Sporting Clube de Braga.
Très mal parti en championnat et même relégable au mois de novembre, Poznań finit la saison à la cinquième place, non qualificative pour une compétition européenne. Artjoms Rudņevs, auteur de vingt réalisations (onze en championnat), est le meilleur buteur du club cette saison toutes compétitions confondues.

## Histoire

### Pré-saison

#### Les matches de préparation
Le Lech Poznań commence sa saison par un match amical contre Rosenborg, club norvégien alors en pleine trêve estivale, et qui entame cette pause à la première place de son championnat. Dans un stade municipal toujours en travaux et coupé en deux, Poznań domine globalement la rencontre, et marque fort logiquement le premier but à la trente-deuxième minute de jeu. Après cette ouverture du score, les treize mille spectateurs voient le match s'équilibrer. Finalement, Rosenborg égalise à l'heure de jeu, profitant d'un flottement dans la défense polonaise. Trois jours plus tard, alors que le Lech a déjà commencé son stage en Autriche, l'équipe se frotte très durement au Slovan Bratislava. Après neuf cartons – dont trois rouges – distribués par l'arbitre, la rencontre se termine sur un score nul et vierge. Le 1er juillet, les Kolejorz gagnent leur premier match de l'intersaison grâce à Sławomir Peszko, qui inscrit un but juste avant la mi-temps, et après une perte de balle serbe au milieu de terrain. Lors de son quatrième match, contre le Dinamo Zagreb, Poznań s'incline sur deux grossières erreurs de son gardien, Jasmin Burić, qui provoque d'abord un coup franc fatal à son équipe, puis relâche le ballon sur le futur buteur Andrej Kramarić. Pour son dernier match de préparation, à Sankt Ulrich am Pillersee, le Lech perd logiquement deux à zéro, face au Slavia Prague.

### Des débuts pas à la hauteur
Le Lech Poznań dispute sa cinquième édition de la Ligue des Champions, la dernière datant de la saison 1993-1994. Poznań avait alors échoué juste avant la phase de poules, battu lourdement sept buts à deux au cumulé par le Spartak Moscou. Cette année, il affronte au deuxième tour l'Inter Bakou, champion d'Azerbaïdjan. En déplacement lors de la première manche, les hommes de Jacek Zieliński s'imposent sur le plus petit des scores grâce à la dernière recrue Artur Wichniarek, qui reprend du bout du pied un centre de Semir Štilić. Au retour, le Lech se laisse dominer, et encaisse logiquement un but en seconde période. N'arrivant pas à changer la situation, il doit s'en remettre aux tirs au but, les premiers de l'édition 2010-2011 de la Ligue des Champions, et à son gardien Krzysztof Kotorowski pour passer ce deuxième tour. Le Lech Poznań est confronté par la suite au Sparta Prague, champion de République tchèque. À la Generali Arena, le Lech tient le choc jusqu'à l'heure de jeu, avant de plier un quart d'heure plus tard.

## Les joueurs et le club

### Effectif professionnel
L'effectif professionnel de la saison 2010-2011 du Lech Poznań, entraîné par Jacek Zieliński puis par l'Espagnol José María Bakero et son adjoint Ryszard Kuźma à partir du 3 novembre 2010, comporte au total vingt-six joueurs, dont quinze internationaux séniors et sept formés au club. Paweł Primel, ancien gardien de but du Miedź Legnica notamment, peut compter lors de ses séances d'entraînement sur deux portiers expérimentés, Grzegorz Kasprzik et Krzysztof Kotorowski, et sur un jeune Bosnien, Jasmin Burić.
Kotorowski est le joueur le plus ancien de l'effectif, présent depuis la fin de saison 2003-2004. Au contraire, Rafał Murawski l'a intégré le plus récemment, en janvier 2011, revenant dans le club qui l'a révélé deux ans après son départ au Rubin Kazan.
Lors de la première partie de saison, quatre joueurs étaient à rajouter à cet effectif : Artur Wichniarek, Sławomir Peszko, Joël Tshibamba et Ján Zápotoka.

### Transferts

#### Mercato d'été
Le 3 novembre, Artur Wichniarek et le club se mettent d'accord pour rompre leur contrat.

### Sponsors
Comme lors des saisons précédentes, l'équipementier du Lech Poznań est la firme allemande Puma. Elle s'est en effet engagée avec le club le 19 juin 2006.
Les principaux sponsors sont Ford et sa filiale Bemo, puis la compagnie de vêtements allemande s.Oliver, qui s'engage avec le Lech en mars 2011 pour une durée d'un an et devient le principal sponsor du club, s'affichant seule à l'avant du maillot.

## Résultats

### Classement général
| Rang | Équipe                | Pts | J  | G  | N | P  | Bp | Bc | Diff |
| ---- | --------------------- | --- | -- | -- | - | -- | -- | -- | ---- |
| 3    | Legia Varsovie (C)    | 49  | 30 | 15 | 4 | 11 | 45 | 38 | +7   |
| 4    | Jagiellonia Białystok | 48  | 30 | 14 | 6 | 10 | 38 | 32 | +6   |
| 5    | Lech Poznań (T)       | 45  | 30 | 13 | 6 | 11 | 37 | 23 | +14  |
| 6    | Górnik Zabrze (P)     | 45  | 30 | 13 | 6 | 11 | 36 | 40 | -4   |
| 7    | Polonia Varsovie      | 44  | 30 | 12 | 8 | 10 | 41 | 26 | +15  |

| Légende : Qualifications et relégations | Légende : Qualifications et relégations                                                     |
| --------------------------------------- | ------------------------------------------------------------------------------------------- |
|                                         | Ligue Europa 2011-2012 (troisième tour de qualification) : Vainqueur de la Coupe de Pologne |
|                                         | Ligue Europa 2011-2012 (premier tour de qualification) : 3e                                 |
|                                         | (T) : Tenant du titre (C) : Vainqueur de la Coupe de Pologne (P) : Promu                    |

### Classements spécifiques

#### Classement de l'attaque
1. Śląsk Wrocław : 46 buts marqués
2. Legia Varsovie : 45 buts marqués
3. Wisła Cracovie : 44 buts marqués

...
7.  Lech Poznań : 37 buts marqués

#### Classement de la défense
1. Lech Poznań : 23 buts encaissés
2. Polonia Varsovie : 26 buts encaissés
3. Wisła Cracovie : 29 buts encaissés

#### Journée par journée
| Journée   | 01 | 02  | 03 | 04 | 05 | 06 | 07  | 08  | 09  | 10  | 11  | 12  | 13  | 14  | 15  | 16 | 17 | 18 | 19 | 20 | 21 | 22 | 23 | 24  | 25 | 26  | 27 | 28 | 29 | 30 |
| --------- | -- | --- | -- | -- | -- | -- | --- | --- | --- | --- | --- | --- | --- | --- | --- | -- | -- | -- | -- | -- | -- | -- | -- | --- | -- | --- | -- | -- | -- | -- |
| Terrain   | E  | D   | D  | E  | E  | D  | E   | E   | D   | E   | D   | E   | D   | D   | E   | D  | E  | E  | D  | D  | E  | D  | D  | E   | D  | E   | D  | E  | E  | D  |
| Résultats | N  | N   | V  | D  | V  | N  | D   | D   | D   | D   | V   | D   | V   | V   | N   | V  | V  | D  | V  | N  | D  | V  | N  | D   | V  | D   | V  | D  | V  | V  |
| Points    | 1  | 2   | 5  | 5  | 8  | 9  | 9   | 9   | 9   | 9   | 12  | 12  | 15  | 18  | 19  | 22 | 25 | 25 | 28 | 29 | 29 | 32 | 33 | 33  | 36 | 36  | 39 | 39 | 42 | 45 |
| Place     | 5e | 10e | 6e | 8e | 7e | 7e | 10e | 11e | 12e | 14e | 14e | 15e | 14e | 10e | 11e | 8e | 8e | 7e | 5e | 6e | 8e | 4e | 5e | 10e | 5e | 10e | 6e | 9e | 7e | 5e |

Source : [citation nécessaire]

Terrain : D = Domicile ; E = Extérieur. Résultat: D = Défaite ; N = Nul ; V = Victoire.

## Statistiques

### Meilleurs buteurs
1. Artjoms Rudņevs (20 buts)
2. Semir Štilić (9 buts)
3. Jakub Wilk (6 buts)
4. Slawomir Peszko (5 buts)
5. Bartosz Ślusarski (4 buts)[Note 6]

## Détails des matches

### Ligue Europa
Alors que le Lech Poznań hérite d'un tirage difficile avec la présence dans le groupe A du Manchester City Football Club et de la Juventus, il parvient à se hisser à la deuxième place derrière City à la différence de buts, grâce à sa victoire contre ce dernier et six matchs nuls consécutifs de la Juve. Le tirage au sort des seizièmes de finale lui désigne comme adversaire le Sporting Clube de Braga, reversé en Ligue Europa après sa troisième place en Ligue des Champions. Malgré une victoire un à zéro au match aller, les Polonais sont éliminés au retour sur le score de deux à zéro, dominés durant toute la partie.

### Supercoupe de Pologne
Alors que le match contre le Jagiellonia Białystok est ennuyeux et se joue sur un rythme très lent, les supporters doivent attendre le dernier quart d'heure, et l'entrée de Tomasz Frankowski, pour voir enfin les deux équipes se porter vers l'avant. Et c'est ce dernier qui débloque le match, reprenant victorieusement de la tête un centre venu de la gauche.